# HD 99651
HD 99651，又名BD-00 2442，SAO 138216、HR 4419，是一颗恒星，视星等为6.25，位于銀經264.7，銀緯54.85，其B1900.0坐标为赤經11h 22m 47s，赤緯-1° 54.85′ 58″。